# آرون كولينز
آرون كولينز (بالإنجليزية: Aaron Collins)‏ (27 مايو 1997 بنيوبورت في المملكة المتحدة - ) هو لاعب كرة قدم بريطاني في مركز الدفاع. شارك مع منتخب ويلز تحت 19 سنة لكرة القدم. أما مع النوادي، فقد لعب مع نيوبورت كونتي ووولفرهامبتون واندررز وMerthyr Town F.C. ‏.

## وصلات خارجية
- آرون كولينز على موقع قاعدة بيانات كرة القدم.إي يو (الإنجليزية)
- آرون كولينز على موقع Soccerbase.com (لاعب) (الإنجليزية)